# バブコック・アンド・ウィルコックス
バブコック・アンド・ウィルコックス (Babcock & Wilcox Company) は、アメリカの総合エンジニアリング企業で総合重機械企業。略称はB&Wで、同社のロゴにも使われている。日本でも、主に商用の大型ボイラーメーカーとして知られている。バブコック日立に名称が残っているが、現在は資本をすべて日立製作所に引き渡している。
1867年に、スティーブン・ウィルコックスと、ジョージ・H・バブコックによって、ロードアイランド州に"Babcock & Wilcox Non-Explosive Boiler"の名称で設立された。当初は、高圧タービンを駆動させる蒸気ボイラーを製造する企業で、現在も事業の中核になっている。
その後、艦船用ボイラーの製造企業として成長し、第二次世界大戦中にはアメリカ海軍の艦船の約半分がB&W製の蒸気ボイラーを搭載していた。戦後は、原子力産業に参入し、加圧水型原子炉を中心に、商用原子炉や艦船用原子炉の製造にあたり、特に炉心溶融事故で有名なメトロポリタン・エジソン社が保有しているスリーマイル島原子力発電所2号機も同社が設計製造したものである。
現在は、商用大型ボイラーの製造、メンテナンスが事業の中核で、原子力プラントの製造からは一時撤退したものの、最近では125,000～750,000kWのモジュラー式原子炉の開発を行っている。